# Neacomys spinosus
Neacomys spinosus је врста глодара из породице хрчкова (лат. Cricetidae). 

## Распрострањење
Врста је присутна у Боливији, Бразилу, Еквадору, Колумбији и Перуу.

## Станиште
Врста Neacomys spinosus има станиште на копну.

## Начин живота
Исхрана врсте Neacomys spinosus укључује семе. 

## Угроженост
Ова врста није угрожена, и наведена је као последња брига јер има широко распрострањење.

### Популациони тренд
Популација ове врсте је стабилна, судећи по доступним подацима.